# 偽裝 (動物學)

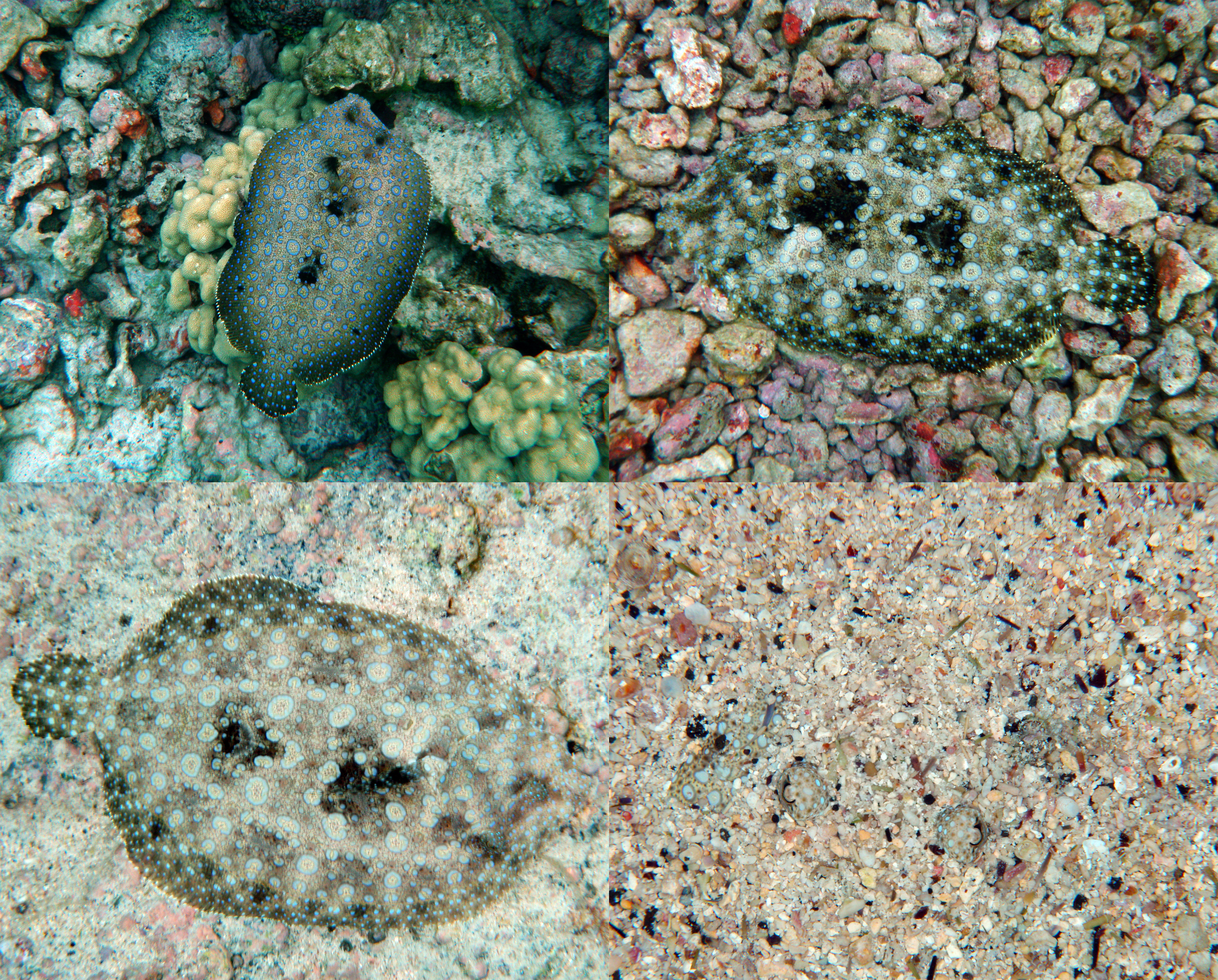
孔雀比目魚顯示其改變它的模式和顏色以匹配其環境的能力

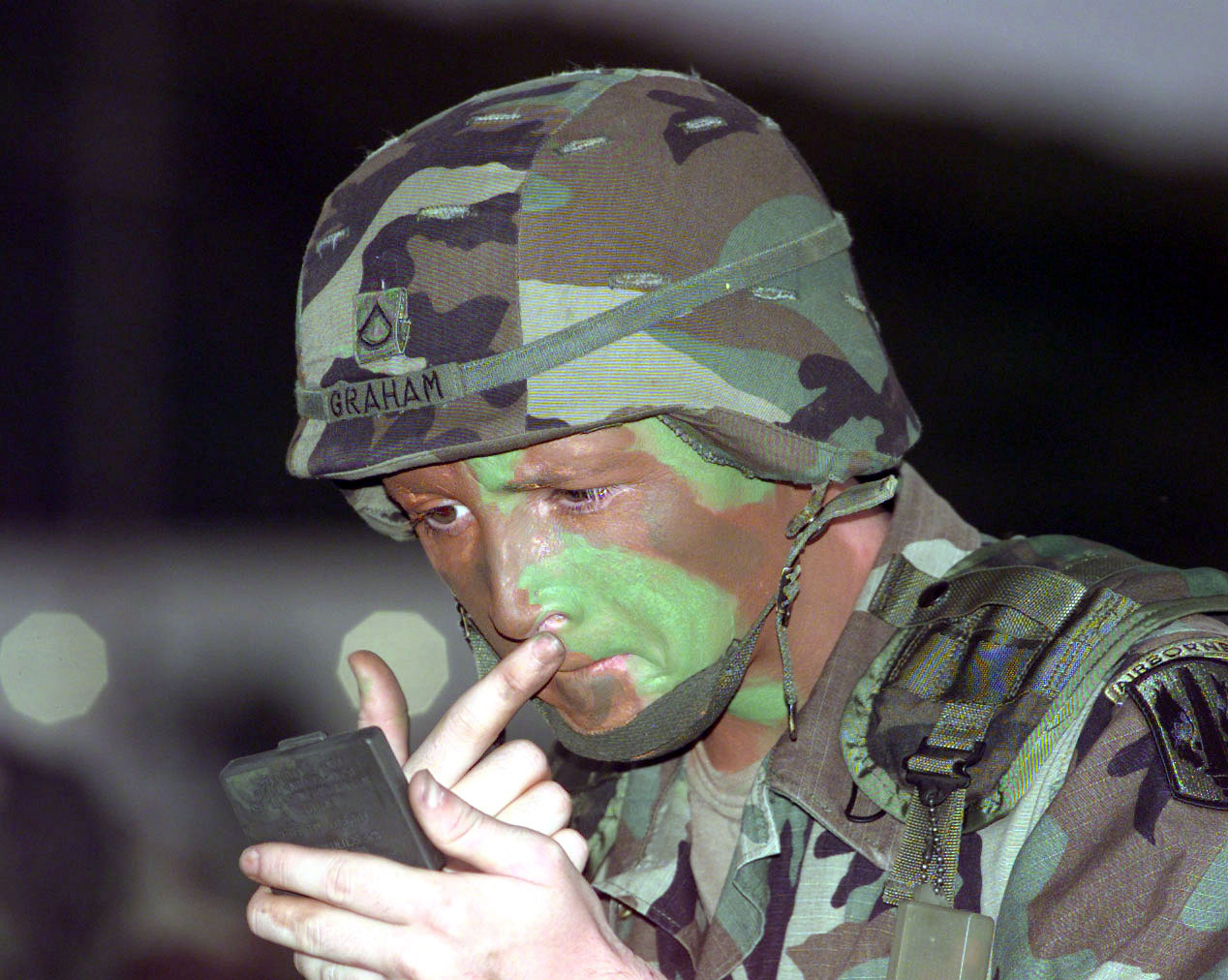
一個美軍士兵施加迷彩在自己的臉，頭盔和外套都有迷彩圖案

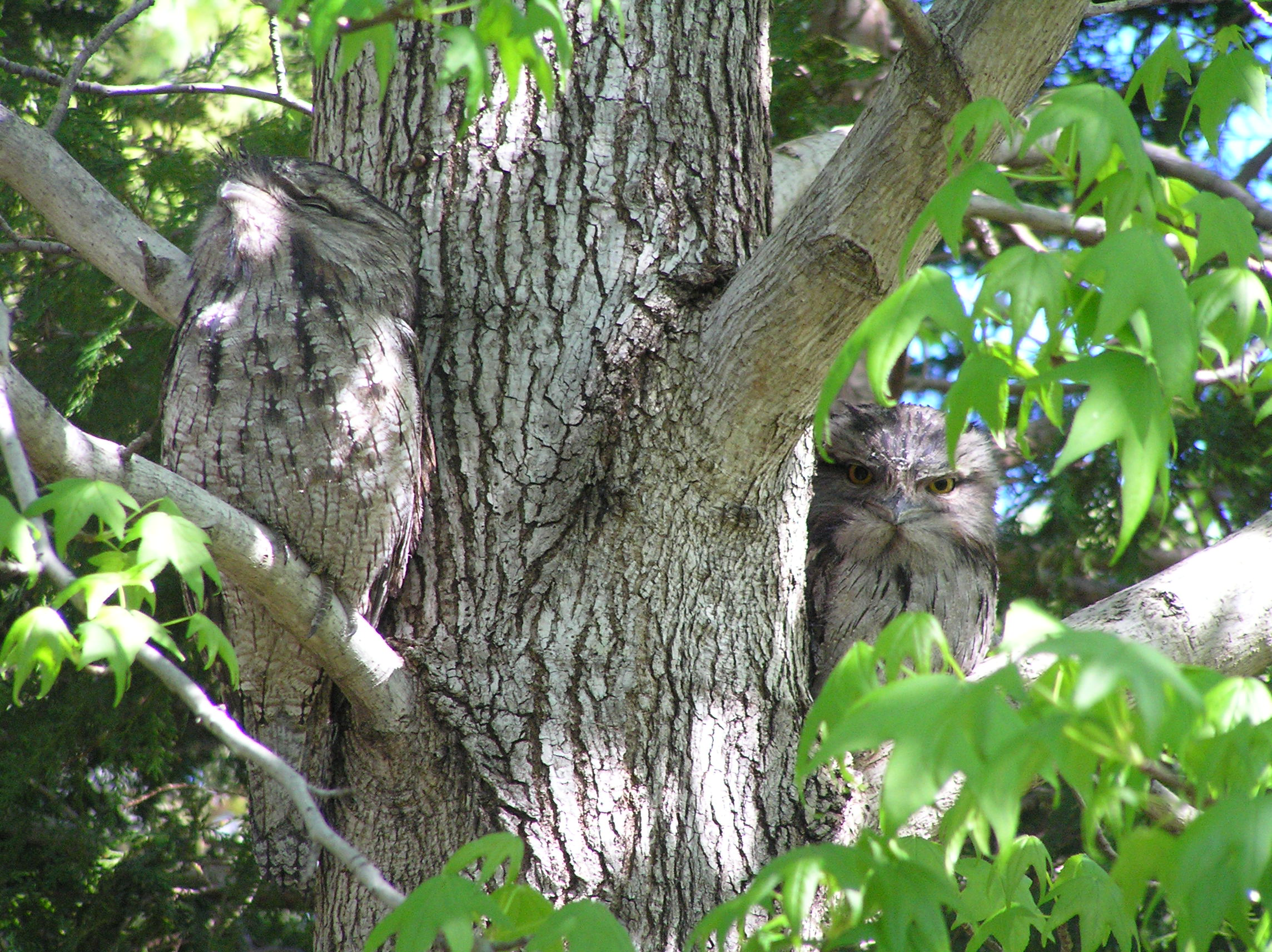
樹幹的左右站著兩隻花紋與身旁樹木紋理極為相似的茶色蟆口鴟

偽裝是動物用來隱藏自己，或是欺騙其他動物的一種手段，不論是掠食者或是獵物，偽裝的能力都會影響這些動物的生存機率，主要的方式包括了保護色、警戒色和擬態。
以保護色而言，有些物種進行季節性的換毛，例如在冬季會變白的雪兔；有些物種擁有固定的花紋，如老虎和斑馬身上的條紋；還有一些物種能夠根據環境進行快速變色，例如變色龍和章魚所進行的生理色彩改變。
警戒色則是使本身顯的更為顯眼，由於許多具有鮮豔色彩的動物具有毒性或攻擊性，如箭毒蛙、某些毒蛇和蜘蛛，因此鮮豔色彩對掠食者而言有警戒的效果。
擬態則是以模仿其他生物或物體的型態作為偽裝手段，例如竹節蟲與枯葉蝶。而且有些擁有擬態能力的動物，也同時具備了保護色或是警戒色。
此外自然界中由於不同物種的視力和色彩辨識能力並不相同，因此有時候這些偽裝對人類而言反而較為顯眼，例如草原上的斑馬。偽裝的技術也被人類應用在某些場合，例如現代軍隊所使用的迷彩。

## 參閲
- 軍事偽裝、迷彩
- 保護色
- 警戒色
- 擬態
- 色素細胞